# Jerzy Skrodzki
Jerzy Skrodzki również jako Jerzy Skrotzki (ur. 6 kwietnia 1635 w Dąbrównie, zm. 28 lutego 1682 w Królewcu) – polski duchowny luterański i pisarz religijny.

## Życiorys
Syn mieszczanina, którego rodzina przybyła z Polski w XVI w. Uczył się w szkole w Dąbrównie. Od 1646 uczęszczał do gimnazjum w Elblągu, w 1653 rozpoczął studia teologiczne na uniwersytecie w Królewcu. W latach 1659–1661 był rektorem szkoły we Frydlądzie, a następnie 1662-1676 diakonem i od 1676 pastorem (tj. proboszczem) polskiego kościoła w Królewcu. W tym czasie pojawiło się nowe wyposażenie wnętrza świątyni. Z niemieckiego przekładał na język polski pieśni religijne i wspólnie z ks. Fryderykiem Mortzfeldem był autorem Nowo wydanego kancjonału... z 1684. Wraz z ks. Janem Borzymowskim, seniorem Jednoty Litewskiej z Wilna opracował kalwińskie tłumaczenie Biblii, której druku w Londynie nie dokończono (1660-1663).